# 苗代村
苗代村（のしろむら）は、石川県能美郡に存在した村。
戦国時代に『野代荘』の荘園名、江戸時代に『苗代郷』の郷名が当地に存在し、村名もこれによる。

## 地理
- 現在の小松市においては、中心市街地（旧・小松町）の南側に隣接する所に位置した。
- 村内は平坦な地形が多く、東側は丘陵地に掛かる。加賀三湖のうち、木場潟と今江潟に面した。
- 当時の主な産物は、米、野菜、絹織物、陶磁器、瓦、竹製品など。「小松表」の生産中心地でもあり、イグサ製品や、むしろなどの生産も多かった。

## 歴史
- 1907年（明治40年）8月5日 - 本折村、浅井村及び蓮江村が合併して、苗代村が発足する。
- 1919年（大正8年）11月26日 - 尾小屋鉄道開業、苗代村内に吉竹駅を開設。
- 1940年（昭和15年）12月1日 - 小松町、安宅町、牧村、板津村、白江村、苗代村、御幸村及び粟津村が合併して、小松市が発足する。勘定は東山町に名称を変更する、あとの13大字は小松市の町名に継承。

## 交通
※当村廃止時点でのもの

### 鉄道
- 尾小屋鉄道
  - 吉竹駅